# Wonder
Wonder (Extraordinario en Hispanoamérica) es una película estadounidense de 2017 perteneciente a los géneros de drama y comedia. Está dirigida por Stephen Chbosky y basada en el libro homónimo de 2012 de Raquel Palacio. El elenco principal incluye a Julia Roberts, Owen Wilson y Jacob Tremblay.

## Argumento
August "Auggie" Pullman es un niño de 10 años que vive en Brooklyn Nueva York con su madre Isabel (Julia Roberts), su padre Nate (Owen Wilson), su hermana mayor Olivia "Via" (Izabela Vidovic) y su perra Daisy. Nació con una rara deformidad facial médica, a la que se refiere como "disostosis mandibulofacial", y se ha sometido a 27 cirugías diferentes para ver, oler, hablar, oír e incluso lucir mejor. Auggie ha sido educado en casa, pero cuando se acerca al quinto grado, sus padres deciden inscribirlo en Beecher Prep School, una escuela privada. Antes de que comience el año escolar, Auggie y su madre se reúnen con el Sr. Tushman (Mandy Patinkin), el director, quien organiza un recorrido para él con otros tres estudiantes: Jack Will (Noah Jupe), Julian (Bryce Gheisar) y Charlotte (Elle McKinnon). Cuando comienzan las clases, Auggie es  aislado del grupo, pero pronto forma una estrecha amistad con Jack.
Para Halloween, Auggie se viste con una máscara y una capa de Ghostface del año pasado cuando no tiene tiempo suficiente para cambiarse al disfraz de Boba Fett que planeaba usar. Camina por la escuela confiado debido al anonimato que le brinda su disfraz. Sin embargo, cuando entra a su salón de clases, escucha a Jack, que no lo reconoce, y se une a Julian y sus amigos Amos (Ty Consiglio), Miles (Kyle Harrison Breitkopf) y Henry (James Hughes) para burlarse de él a sus espaldas diciendo que "(él) se suicidaría si se parecía a Auggie". Auggie se enferma, lo que obliga a su madre a abandonar el día de madre e hija con Via para llevarlo a casa. A pesar de que está herido, Via convence Auggie para ir a celebrar Halloween con ella, ya que ella había sido rechazada por su mejor amiga Miranda. Después, Via se inscribe en el club de teatro de su escuela después de conocer a un chico llamado Justin, con quien pronto comienza una relación romántica.
Auggie entabla una nueva amistad con una chica llamada Summer y le confía su separación con Jack. Cuando Jack le pregunta a Summer por qué Auggie lo está evitando, ella solo le da la pista "Ghostface". Pronto se da cuenta de ello, y decide asociarse con Auggie en lugar de Julian y Amos para la feria de ciencias de la escuela para compensar. Esto causa la molestia de Julian que enfrenta a Jack en el pasillo y llama a Auggie "monstruo", Jack lo golpea en la cara y se pelean, lo cual es interrumpido por su maestro de aula, el Sr. Browne, y una maestra. Después de expulsar a Jack durante dos días, el Sr. Tushman lee la carta de Jack sobre la defensa de Auggie. Jack luego se disculpa con Auggie a través de Minecraft, diciéndole que lo que dijo fue sólo para ganarse el favor del grupo de amigos de Julian, y se reconcilian.
Mientras tanto, Via es seleccionada como suplente de Miranda para el papel de Emily, la protagonista y papel principal en la producción escolar de "Our Town", pero la noche del estreno, Miranda se entera de que la familia de Via está presente mientras que la suya no, por lo que finge estar enferma y tener náuseas para dejar que Via tome su lugar. Via ofrece una actuación conmovedora que le valió una gran ovación, y así, ella y Miranda se reconcilian.
La popularidad y el círculo de amigos de Auggie crecen a lo largo del año, especialmente después de que él y Jack ganaran la feria de ciencias, pero Julian y sus amigos lo siguen acosando hasta que el Sr. Browne lo descubre. El Sr. Tushman luego confronta a Julian y sus padres con las evidencias incluidas, entre ellas notas de odio, una amenaza de muerte y una foto de la clase con Auggie borrado con Photoshop. La madre de Julian admite que fue ella quien borró a Auggie de la imagen, defiende las acciones de Julian y afirma que los estudiantes no deberían estar expuestos a Auggie. A pesar de sus amenazas de retirar los fondos de la escuela, el Sr. Tushman expulsa a Julian durante dos días, lo que lo obliga a perderse una visita a una reserva natural. Cuando se van, Julian se angustia cuando su madre declara que no volverá en el otoño; inmediatamente se resigna y se disculpa con el Sr. Tushman.
En la reserva natural, Auggie y Jack son amenazados por un trío de estudiantes de séptimo grado de otra escuela, pero Amos, Miles y Henry los defienden.
En la ceremonia de graduación de fin de curso, Auggie agradece a su mamá por inscribirlo en la escuela. Isabel le dice: "Realmente eres una maravilla, Auggie". Auggie recibe la medalla "Henry Ward Beecher" por su fuerza y coraje durante todo el año escolar. La película termina con todos animando a Auggie mientras él ofrece una narración en off diciéndoles a los espectadores (y citando el último precepto que el Sr. Browne dio en clase) "Sean amables, porque todos están librando una dura batalla. Y si realmente quieren ver lo que las personas son, todo lo que tienes que hacer es mirar".

## Reparto
- Jacob Tremblay como August "Auggie" Pullman.
- Julia Roberts como Isabel Pullman.
- Owen Wilson como Nate Pullman.
- Izabela Vidovic como Olivia "Via" Pullman, hermana de Auggie.
- Noah Jupe como Jack Will.
- Bryce Gheisar como Julian Albans.
- Millie Davis como Summer Dawson.
- Danielle Rose Russell como Miranda Navas.
- Mandy Patinkin como Mr. Tushman "Traseronian".
- Ali Liebert como Sra. Petosa
- Daveed Diggs como Sr. Browne
- Elle McKinnon como Charlotte Cody.
- Ty Consiglio como Amos Conti.
- Kyle Harrison Breitkopf como Miles.
- James Hughes como Henry.
- Sonia Braga como Sra. Pullman, la madre de Isabel.
- William Dickinson como Eddie.
- Crystal Lowe como la madre de Julian/Sarah.
- Steve Bacic como el padre de Julian.
- Steve Wonder como amigo de Jack Will.

## Estreno
Wonder fue programada para estrenarse en los Estados Unidos el 7 de abril de 2017 por Lions Gate Entertainment. En febrero de ese mismo año, se anunció que la fecha de estreno para la película fue retrasada para el 17 de noviembre de 2017.

## Recepción
Wonder recibió reseñas generalmente positivas de parte de la crítica y de la audiencia. En el sitio web especializado Rotten Tomatoes, la película posee una aprobación de 85%, basada en 192 reseñas, con una calificación de 7.1/10 y un consenso crítico que dice: «Wonder no rehúye el sentimiento de su exitoso material de origen, pero este drama bien actuado y en general atractivo se gana su tirón en las fibras del corazón.» De parte de la audiencia tiene una aprobación de 88%, basada en más de 10 000 votos, con una calificación de 4.2/5.
El sitio web Metacritic le dio a la película una puntuación de 66 de 100, basada en 33 reseñas, indicando "reseñas generalmente favorables". En el sitio IMDb los usuarios le asignaron una calificación de 7.9/10, sobre la base de 165 278 votos, mientras que en la página web FilmAffinity la cinta tiene una calificación de 7.1/10, basada en 19 080 votos.